# 薩爾韋斯坦

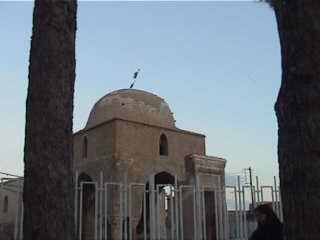

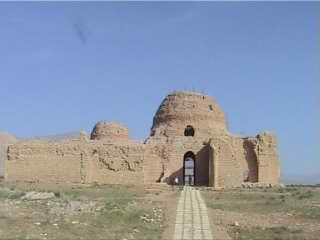

薩爾韋斯坦是伊朗的城市，位於該國南部札格羅斯山脈東南部，由法爾斯省負責管轄，距離首府設拉子70公里，海拔高度1,545米，主要農產品有小麥、開心果和橄欖，2006年人口16,846。

## 外部連結
- Islamic Azad University of Sarvestan （页面存档备份，存于）
- Payame Noor university of Sarvestan